# Kingsajz
Pour plus de détails, voir Fiche technique et Distribution.
Kingsajz est un film fantastique polonaise de Juliusz Machulski sorti en 1987,.

## Synopsis
Olgierd Jedlina (Jacek Chmielnik) mène une double vie. Dans le monde humain ordinaire, il est employé d'un magazine respectable, mais en fait il vient de la Szuflandia, un pays de gnomes au régime totalitaire qui se situe dans les tiroirs d'une bibliothèque scientifique. Il est passé d'un nain à un homme de taille normale grâce à la potion Kingsajz, dont la recette à Szuflandia est le secret d'État surveillé par le chef des services de renseignement Kilkujadek (Jerzy Stuhr). Pour un gnome, la transformation temporaire peut également être obtenue en buvant du Cockta. Les habitants de la Szuflandia cherchent à fuir vers le grand monde. Mais même là, les fugitifs transformés doivent, pour ne pas se rapetisser, boire quotidiennement une bouteille de Cockta, et, de plus, se cacher constamment des agents secrets de Szuflandia qui les poursuivent pour les ramener chez eux.

## Fiche technique
- Titre français : Kingsajz
- Réalisation : Juliusz Machulski
- Scénario : Juliusz Machulski, Jolanta Hartwig
- Directeur de la photographie : Jerzy Łukaszewicz
- Chef décorateur : Janusz Sosnowski:
- Musique : Krzesimir Dębski
- Montage : Mirosława Garlicka
- Costumier : Małgorzata Braszka
- Société de production : KADR
- Pays d'origine : Pologne
- Dates de sortie : 1987
- Format : Couleurs - 35 mm - mono
- Genre : film fantastique
- Durée : 105 minutes

## Distribution
- Jacek Chmielnik : Olgierd Jedlina dit Olo
- Jerzy Stuhr : Kilkujadek, chef des services de renseignement
- Katarzyna Figura : Ala, styliste, ancienne naine
- Marek Walczewski : père d'Ala
- Grzegorz Heromiński : Adaś Haps, chimiste, ancien nain
- Witold Pyrkosz : Zenon Bombalina, rédacteur du journal
- Jan Machulski : Kwintek, ancien nain
- Leonard Pietraszak : Kramerko
- Ryszard Kotys : Nosacz, prisonnier
- Jan Paweł Kruk : Muchomor, prisonnier
- Mariusz Saniternik : prisonnier
- Joachim Lamża : Zyl, agent secret
- Leon Charewicz : Gil, agent secret
- Maciej Kozłowski : Waś, agent secret
- Bronisław Wrocławski : Pycio, agent secret
- Olgierd Łukaszewicz : Paragraf, journaliste, ancien collègue de Olgierd
- Włodzimierz Musiał : barman
- Zbigniew Bielski : changeur de monnaie en Szuflandia
- Zbigniew Szczapiński : membre du clergé
- Wiesław Wieremiejczyk : tortionnaire
- Mariusz Wilczyński : chat
- Jerzy Czupryniak : membre du conseil des nains
- Tadeusz Dałek : membre du conseil des nains
- Wojciech Skibiński : orateur
- Juliusz Lubicz-Lisowski : nain dictant "Szuflandia, ma patrie"
- Liza Machulska : Ewa, un modèle, fiancée de Olgierd
- Halina Machulska : mère d'Ewa
- Sławomir Kryński : homme avec chapka
- Małgorzata Foremniak : fille à un défilé de mode
- Zdzisław Kuźniar : homme avec un béret
- Beata Tyszkiewicz : femme au marché
- Elżbieta Jasińska : gérant de magasin
- Modèle:Zofia Plewińska : vendeuse
- Józef Jaworski : journaliste de télévision
- Jan Mayzel : portier (non crédité)
- Ryszard Mróz : médecin ambulancier
- Rafał Olejnik : ambulancier paramédical
- Juliusz Machulski : passager dans le restaurant du train
- Janusz Sosnowski : passager avec un album dans le train
- Andrzej Sołtysik : soldat dans le train